# Théâtre élisabéthain

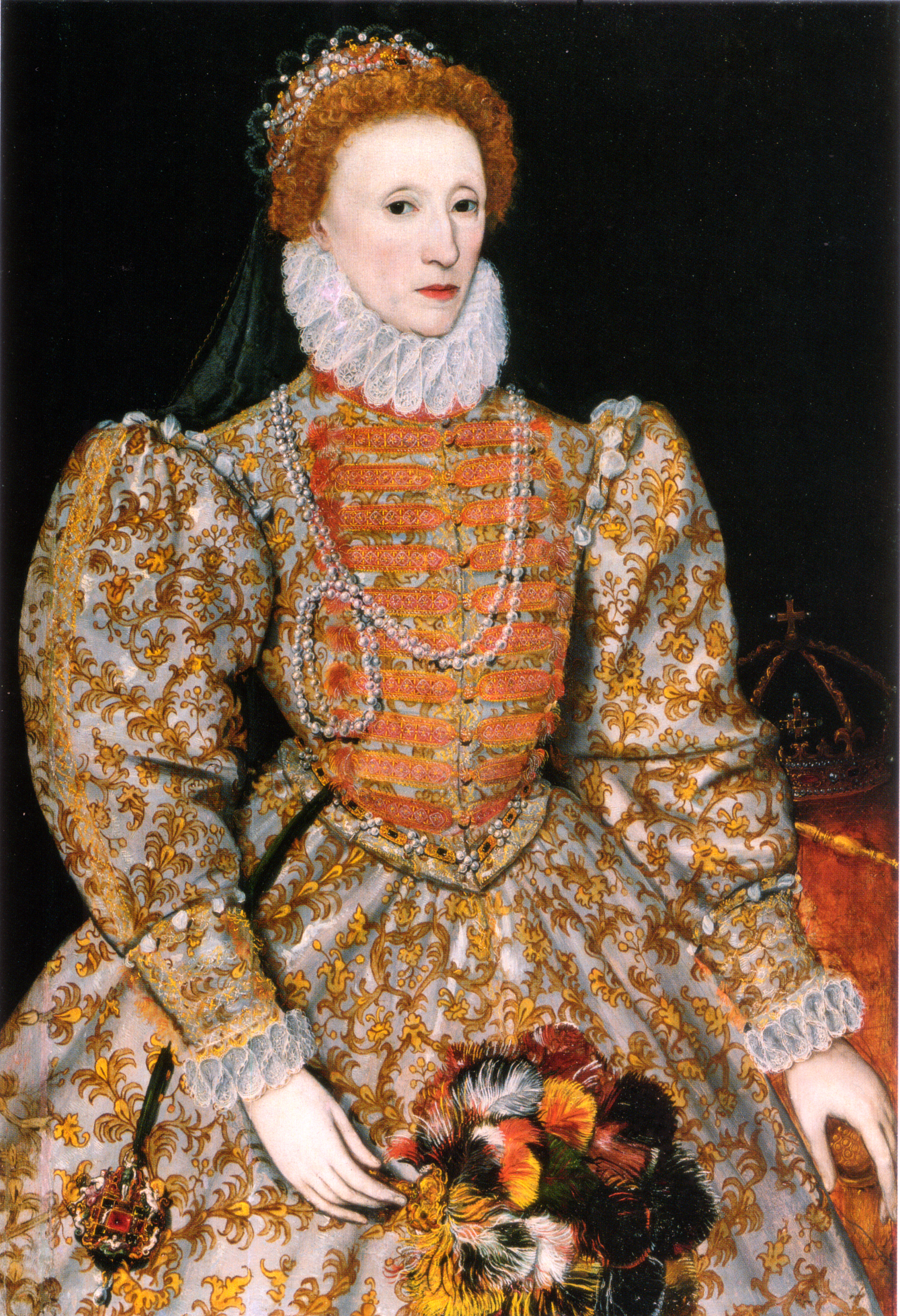
Le théâtre élisabéthain tient son nom de la reine Élisabeth Ire d'Angleterre.

Le théâtre élisabéthain désigne les pièces de théâtre écrites et interprétées en Angleterre, principalement à Londres, depuis 1562 jusqu'à l'interdiction des représentations théâtrales par le Parlement en 1642, qui a conduit à la fermeture et à l'abandon des théâtres,,. Cette période englobe le règne de la reine Élisabeth Ire (1558–1603), d'où le nom de théâtre élisabéthain, celui de Jacques Ier (1603–1625), et enfin celui de Charles Ier (1625–1649). Dans ces deux derniers cas, on précise parfois théâtre jacobéen et théâtre caroléen.
Cette époque connaît une production théâtrale foisonnante, puisque quelque mille cinq cents pièces, dont près de la moitié a été perdue, sont écrites entre 1562 (Gorboduc) et 1638 (les Antipodes), et plus d'une centaine d'auteurs sont recensés. Aujourd'hui, on considère que l'auteur principal de cette période est, sans conteste, Shakespeare, alors qu'à l'époque et pendant plus d'un siècle, certains auteurs, comme Ben Jonson ou John Fletcher, ont une réputation bien supérieure à la sienne.
Cette riche production est favorisée par un régime politique fort, qui forme et protège des compagnies d'acteurs, par la construction de théâtres permanents aux abords immédiats de Londres, et enfin par une écriture théâtrale qui s'adresse autant à l'élite aristocratique qu'au menu peuple.

## Genèse
Le théâtre élisabéthain s'est formé après une lente évolution qui a duré six siècles, et qui a débuté par les spectacles religieux du Haut Moyen Âge. Il a vu le jour dans la seconde moitié du XVIe siècle par des pièces telles que La Vie de Cambyse, roi de Perse et Gorboduc.
Les Mystères (du Xe siècle au XVe siècle)
On peut faire remonter l'origine du théâtre élisabéthain, comme celle du théâtre occidental en général, à la représentation au Moyen Âge des Mystères, spectacles mettant en scène des sujets religieux, épisodes de la vie de Jésus ou de saints. L'un des premiers textes théâtralisant la liturgie qui nous soit resté a été rédigé par un bénédictin anglais à la fin du Xe siècle. La représentation se fait alors dans l'église même. Le fait que le même lieu sert pendant la messe à accueillir la présence réelle du Christ (l'Eucharistie), et à produire pendant le Mystère une représentation symbolique, et donc fictive, de celui-ci a pu gêner certains, car à la fin du Moyen Âge, ces représentations se déroulent à l'extérieur. En Europe continentale, elles ont lieu sur la place de la ville ou dans les ruines d'un amphithéâtre romain, tandis que, de manière plus originale en Angleterre, elles se passent sur un char qui défile de carrefour en carrefour, présentant au public de courtes scènes.
Les Moralités (XVe et XVIe siècles)
La production des Moralités, qui se développe au XVe siècle, mettant en scène les vices et vertus des hommes dans un but d'édification, marque une étape vers la sécularisation du théâtre. Mais les références à la religion demeurent, et John Wyclif, précurseur de la Réforme anglaise, y relève des points de discorde, annonçant avec deux siècles d'avance les premières attaques des puritains, tels que Stephen Gosson en 1579 et Philip Stubbs en 1583, contre le théâtre élisabéthain. Certains auteurs élisabéthains s'inspireront de ces moralités, les prenant parfois à contre-pied, comme Marlowe qui écrit son Faust comme une « anti-moralité ». Les lieux de représentation sont les mêmes que ceux des mystères, mais aussi s'ajoutent les salles de châteaux ou de palais épiscopaux, et les universités. Dans ce dernier cas, les drames universitaires sont souvent écrits en latin à destination des étudiants. Des moralités tardives continueront à être publiées pendant tout le règne d'Élisabeth Ire.
Les Interludes (XVe et XVIe siècles)
À la fin du XVe siècle, apparaissent les Interludes, forme intermédiaire entre les Moralités et le véritable théâtre élisabéthain. Il s'agit de comédies en un acte, comportant peu de personnages, composées essentiellement de discours. Le roi et les grands seigneurs commencent à entretenir des troupes d'acteurs en petit nombre, suffisant pour produire ce genre de spectacle. Ainsi Henri VII entretient une troupe de quatre acteurs, son fils, Henri VIII, en a huit. La fille de ce dernier, Élisabeth Ire, conserve les comédiens d'Interludes de son père sans les remplacer. Le dernier meurt en 1580, quelques années avant la création de la troupe de la reine destinée à jouer du théâtre élisabéthain.
Les drames universitaires (XVIe siècle)
Au milieu du XVIe siècle, naissent des comédies d'inspiration historique, bâties sur le modèle antique : cinq actes respectant les unités de temps et d'action. Écrites par de beaux esprits de l'Université, parfois en latin, elles s'inspirent d'ouvrages de Térence ou du théâtre de Sénèque, que des humanistes italiens viennent de redécouvrir. Parmi celles-ci, deux méritent d'être signalées : La Vie de Cambyse, roi de Perse de Thomas Preston (vers 1561,,, publié en 1569) et Gorboduc de Thomas Norton et Thomas Sackville, deux étudiants d'Inner Temple, futurs juristes. Cette pièce est jouée en décembre 1561 à Inner Temple, à l'occasion des fêtes de Noël, et en janvier 1562 à Whitehall en présence et à la demande de la reine. Avec ces deux pièces, on entre de plain-pied dans le théâtre élisabéthain.
Gorboduc
Cette pièce est considérée comme la première tragédie anglaise,, grâce à l'introduction de trois nouveautés :
1. C'est la première pièce historique basée sur l'histoire ancienne britannique.
2. Son sujet est traité à la manière du théâtre antique.
3. Pour la première fois au théâtre, elle est écrite dans un mélange de vers rimés et de vers blancs anglais[26].

Elle raconte la fin du règne de Gorboduc, antique roi d'une Grande-Bretagne légendaire. Vieillissant, il veut partager de son vivant son royaume entre ses deux fils, Ferrex et Porrex. Mais ceux-ci se querellent, et le cadet tue l'aîné. La reine, qui préférait l'aîné, tue le cadet pour le venger. Le peuple, ému par ces cruautés, se rebelle contre le roi et la reine et les tue. Les nobles s'unissent et écrasent de façon terrible la rébellion populaire. Mais la mort des princes rend la transmission de la couronne incertaine, et les nobles s'engagent dans une guerre civile, provoquant la mort de beaucoup d'entre eux et de leurs descendants, laissant le pays pour longtemps vide et ruiné. Le choix de cette histoire a pu être suggéré par sa ressemblance avec les épisodes sanglants d'Œdipe ou des Atrides.
En plus de son côté novateur, cette pièce se fait l'écho des préoccupations de la nation anglaise au sujet de l'avenir de la dynastie Tudor. En effet, Élisabeth Ire, dernier enfant vivant d'Henri VIII, montée sur le trône quatre ans plus tôt, et qui approche des trente ans à l'époque de la pièce, n'est pas mariée. Elle décédera d'ailleurs quarante ans plus tard sans descendance, laissant le trône d'Angleterre à la branche écossaise des Stuart. Gorboduc est donc une mise en garde contre la faillite du pouvoir. Au moment où s'éveille la conscience nationale, l'absence de descendance fait craindre à moyen terme la division du royaume et la guerre civile. En ce sens, Gorboduc affirme que l'État ne doit pas céder devant les factieux, et qu'il ne doit pas hésiter à lever des troupes pour réprimer durement ceux qui voudraient bouleverser l'ordre établi.

## Salles de spectacle

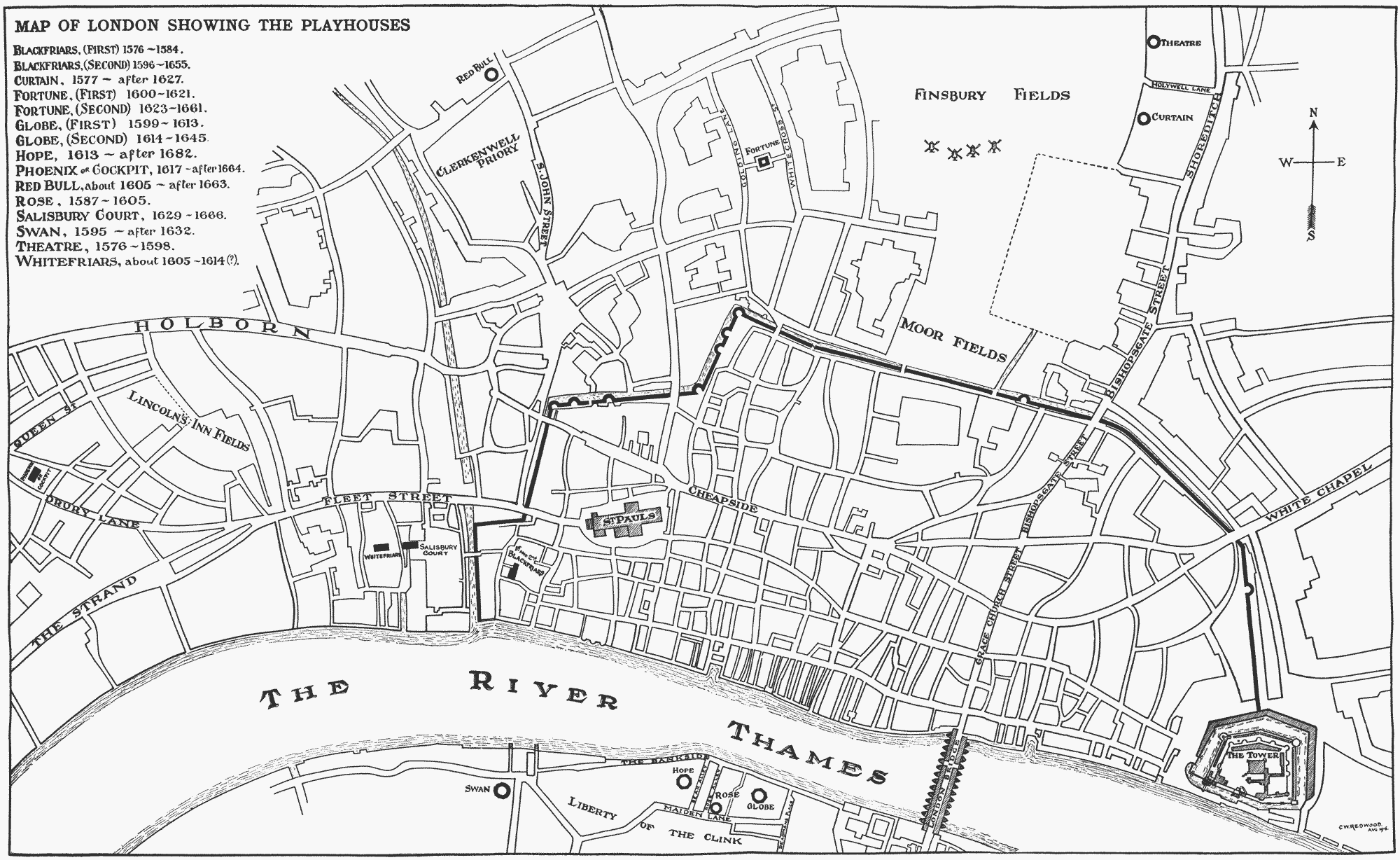
Implantation des divers théâtres élisabéthains aux abords de la Cité de Londres, limitée par son rempart (en gras). Leur forme, circulaire, carrée ou rectangulaire, est indiquée sur ce plan établi en 1917.

### Les débuts

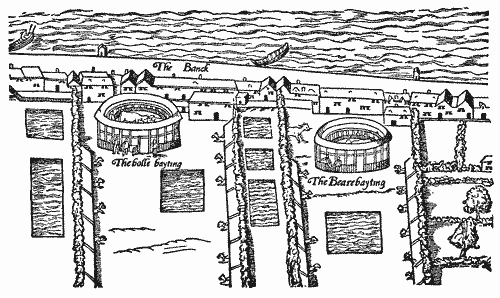
Arènes circulaires pour le combat d'ours et de taureaux sur la rive droite de la Tamise, dont la forme a pu inspirer celle des théâtres élisabéthains.

Au milieu du XVIe siècle, les troupes de comédiens ne disposent pas de bâtiments réservés aux représentations. Aussi dressent-elles leurs tréteaux dans des lieux divers : cours d'auberge, granges, écoles, squares urbains ou dans les arènes destinées aux combats d'animaux (coqs, ours, taureaux ou chiens). De là viendrait la forme cylindrique caractéristique des théâtres élisabéthains, rappelant l'arène centrale où se déroulaient ces combats. Confirmant cette hypothèse, un des théâtres régulièrement utilisés au XVIe siècle s'appelle le Théâtre du Cockpit, dont le nom rappelle sa destination première : les combats de coqs. Dans les arrière-cours des auberges, les troupes ambulantes dressent leur scène contre un corps de bâtiment, les spectateurs pouvant se placer dans la cour même, près de la scène, ou, en hauteur, aux fenêtres des chambres des étages. Certains établissements hôteliers, comme le Bel Savage Inn à Ludgate Hill, le Cross Keys Inn et The Bell Inn dans Gracechurch Street, et le Bull Inn dans Bishopsgate, tous les quatre à l'intérieur de la City, sont ainsi aménagés en théâtres dans le courant du XVIe siècle,.
Devant le développement de ce genre de divertissement, une législation le concernant se met en place. Le 29 juin 1572, une première ordonnance du Parlement, l'Act for the Punishment of Vagabonds, impose que chaque troupe de comédiens soit sous le patronage d'un noble ou de deux édiles. Sans cette protection, les comédiens sont considérés comme des vagabonds ou des filous, passibles de prison, du fouet et d'être marqués à l'oreille droite. Les troupes élisabéthaines se placent sous l'égide d'un noble, portant son nom et sa livrée. En contrepartie, ce noble réclame sa part de divertissements pendant les fêtes.

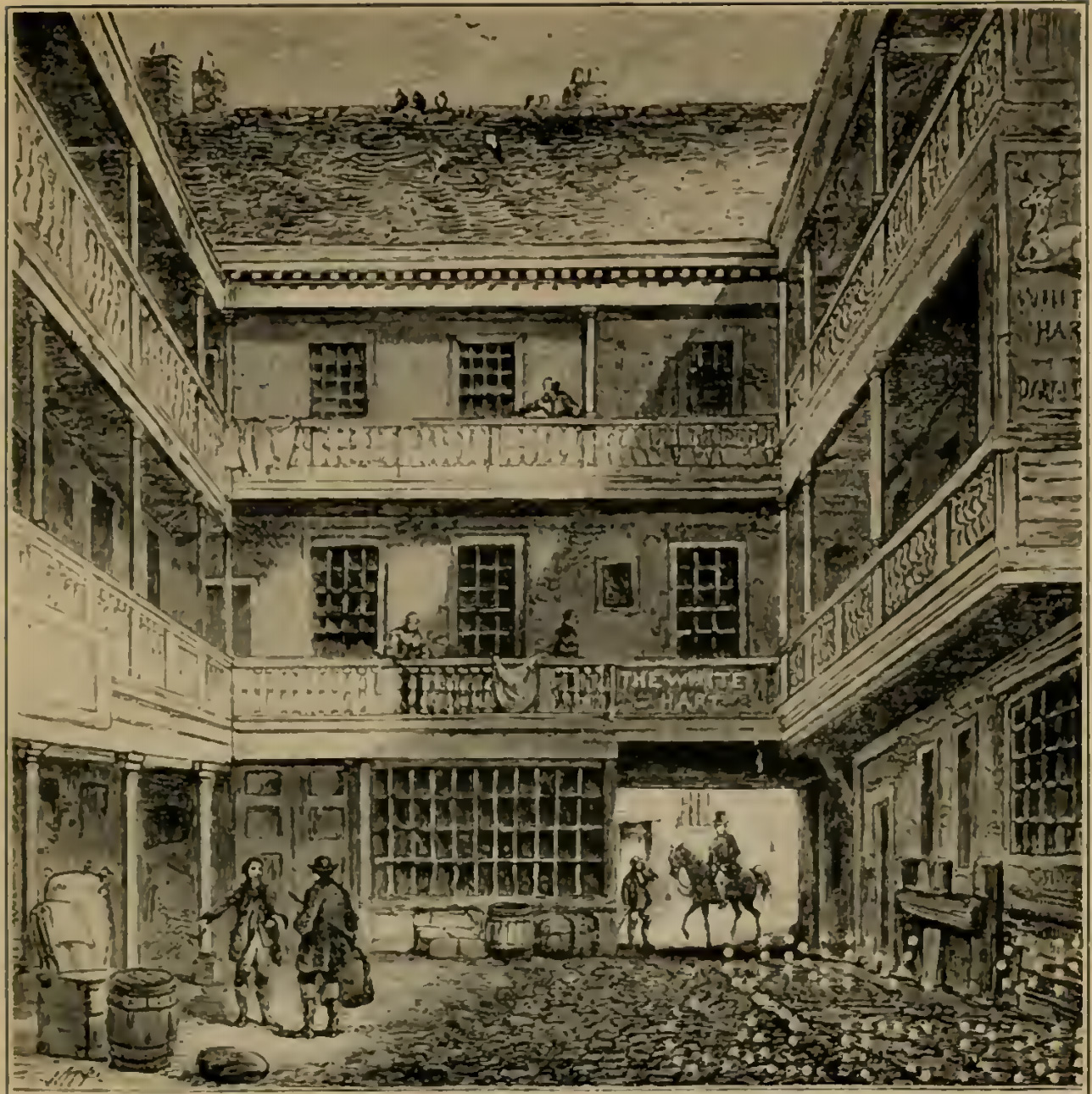
Arrière-cour d'une auberge londonienne propice à son utilisation comme salle de spectacle avec ses balcons et un accès unique à la rue.

La popularité grandissante des spectacles londoniens, qui se produisent dans de grandes auberges de la City, provoque une augmentation des troubles à l'ordre public. Les propriétaires de ces auberges servent à boire avant, pendant et après le spectacle, générant rixes, inconduites et débauches dans les chambres de ces auberges. Le 6 décembre 1574, le conseil de la cité, dans un arrêt, constate ces troubles :

« En raison du nombre incroyable de gens, particulièrement de jeunes, venant assister aux pièces, aux interludes et aux spectacles, nous avons constaté jusqu'à présent des troubles et des désordres graves ; à savoir, des rixes et des querelles, des pratiques néfastes d'intempérance dans les grandes auberges qui possèdent des chambres et des endroits secrets attenant au parterre et aux balcons, des dévoiements de servantes, spécialement des orphelines, et d'enfants mineurs de bons citoyens, exposés à des contacts intimes et indécents, la tenue de discours et d'actes impudiques, inconvenants et éhontés ; soustrayant les sujets de sa majesté aux services divins du dimanche et des jours fériés (dates où se déroulent précisément ces spectacles), des gaspillages inconsidérés d'argent de personnes pauvres et naïves, de nombreux vols par des pickpockets ou des coupeurs de bourse... »

— Le maire de Londres, James Hawes
Cet arrêté souligne également le danger de ces concentrations humaines, qui favorisent la dissémination de la peste. Les principales épidémies de peste de 1564, 1593, 1603 et 1623 firent en effet environ 100 000 morts. En conséquence, le conseil de la cité interdit dorénavant toute pièce, comédie, tragédie, interlude et tout spectacle public à l'intérieur de ses limites juridictionnelles. Forts de la protection de la reine, qui aime le théâtre, et des grands seigneurs qui les patronnent, les comédiens envoient des pétitions, leur demandant leur aide. Grâce à l'intervention du Conseil privé, et sous le prétexte que les représentations ne sont que des répétitions pour le divertissement de la reine, les spectacles peuvent se poursuivre, mais ces disputes créent les conditions qui vont favoriser la construction des théâtres en dehors des limites de la City. Peu après 1580, les autorités de Londres reçoivent la permission de la reine et de son Conseil privé d'expulser les comédiens hors de la City et d'y faire démolir les salles de spectacle et les maisons de jeux,. Cela n'a aucune influence sur la poursuite des spectacles, puisqu'à cette date, plusieurs théâtres, construits à la périphérie de Londres, hors de la juridiction du conseil de la City, fonctionnent avec succès depuis plusieurs années, et que de nouvelles salles s'y établissent.

### Le premier théâtre

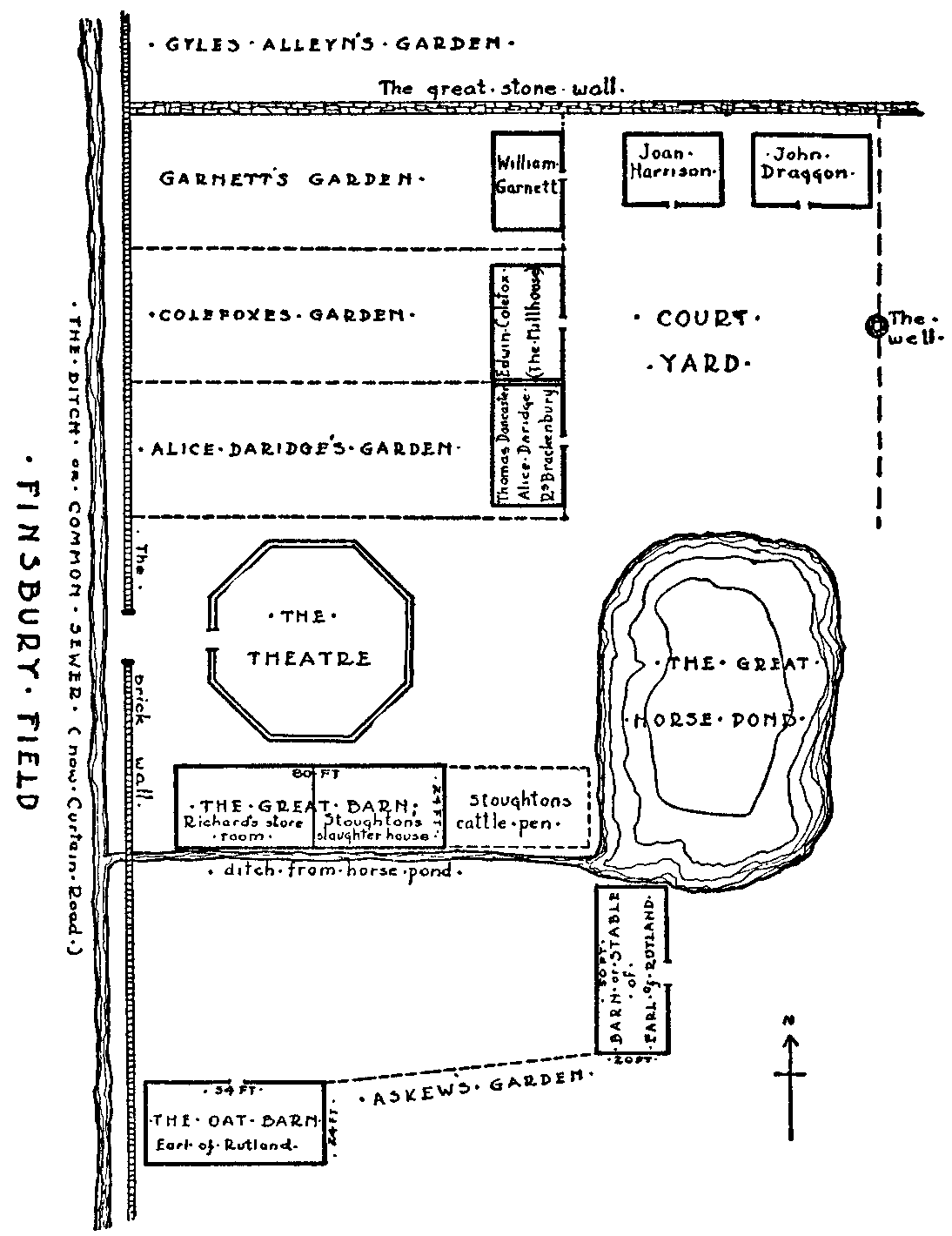
Implantation du Theatre sur le terrain de Shoreditch. La forme octogonale du dessin n'est pas certaine, et elle a pu tout aussi bien être circulaire.

Si l'on met à part l'éphémère Red Lion (en), aménagé dans une ancienne ferme en 1567, le premier véritable théâtre élisabéthain permanent, destiné exclusivement aux spectacles, est bâti en 1576 à Shoreditch, en dehors de la Cité de Londres, par et pour la compagnie de James Burbage, qui est alors protégée depuis deux ans par la reine elle-même. Ce bâtiment est baptisé The Theatre, ce qui n'est pas un choix banal. En effet, ce genre de lieu est alors désigné par le terme anglais playhouse, tandis que le mot theatre appartient au registre lexical gréco-latin (θέατρον-theatrum). Burbage choisit ce terme érudit, sans doute dans un désir de donner ses lettres de noblesse à son activité. Ce terme est adopté par les autres troupes, car il figure dans le nom de presque tous les théâtres élisabéthains suivants.
Ce théâtre est construit sur un terrain loué à bail pour une durée de vingt et un ans au prix de 14 livres par an. Ce terrain fait partie des terres de l'ancien prieuré d'Holywell (en), et se trouve à un demi-mile au nord des murs de la City, adjacent à l'est à Finsbury Field. Il n'existe aucun plan de ce bâtiment, pas plus que de dessins ou de descriptions écrites. Néanmoins le coût élevé de sa construction (700 livres, alors que plus tard The Fortune coûtera 520 livres et The Hope (en), 360) indique qu'il était de grande taille et qu'il pouvait contenir sans doute un bon millier de spectateurs. L'année suivante, il est rejoint sur un terrain contigu par le Curtain Theatre, bâti vraisemblablement dans une forme identique, et pendant une quarantaine d'années, The Theatre sert de modèle à d'autres constructeurs.
The Theatre fonctionne ainsi pendant deux décennies. En 1594, Shakespeare est engagé au Theatre dans la troupe de Burbage, appelée alors la troupe de Lord Chamberlain, en tant qu'acteur et dramaturge. Il y reste jusqu'en 1598, année du transfert de la troupe au Théâtre du Globe, écrivant la plupart des premiers rôles pour Richard Burbage, le « merveilleux Protée ».
Le contrat de location du terrain reconnaît Burbage comme le propriétaire du théâtre, mais il précise toutefois que si le bail n'est pas renouvelé à l'issue des vingt et un ans, le bâtiment deviendra la propriété de Gyles Alleyn, le propriétaire du sol. Quelques mois avant l'expiration du contrat, James Burbage propose à Gyles Alleyn la reconduction du bail, mais ce dernier temporise, puis exige des conditions supplémentaires inacceptables, vraisemblablement pour empêcher le renouvellement du bail et devenir ainsi propriétaire du bâtiment. Peu de temps après, le 2 février 1597, James Burbage meurt, et ses deux fils, Cuthbert (en) et Richard, deviennent ses légataires. Le bail du théâtre arrive à expiration le 13 avril 1597, et il n'est pas renouvelé. Aussi en 1598, Alleyn considère que « la loi et l'honnêteté » lui attribuent la propriété de l'édifice. La compagnie s'est installée au Curtain Theatre tout proche, et le vieux Theatre est désert. Après de nombreux démêlés judiciaires, considérant qu'ils ont été victimes d'une manœuvre malhonnête, les fils Burbage profitent de l'absence d'Alleyn en décembre 1598 pour faire démonter The Theatre,. En janvier 1599, les matériaux, essentiellement les poutres de la structure et le bois des galeries, sont transportés de l'autre côté de la Tamise, dans le quartier mal famé de Southwark, et servent à construire le Théâtre du Globe, désigné aujourd'hui comme le « théâtre de Shakespeare ». Alleyn sera débouté de sa plainte pour vol plusieurs années plus tard, en été 1601. Cet épisode semble avoir marqué Shakespeare, car on en trouve une mention dans Les Joyeuses Commères de Windsor, acte II, scène 2, dans la bouche de Ford.

### Les autres salles de spectacle élisabéthaines

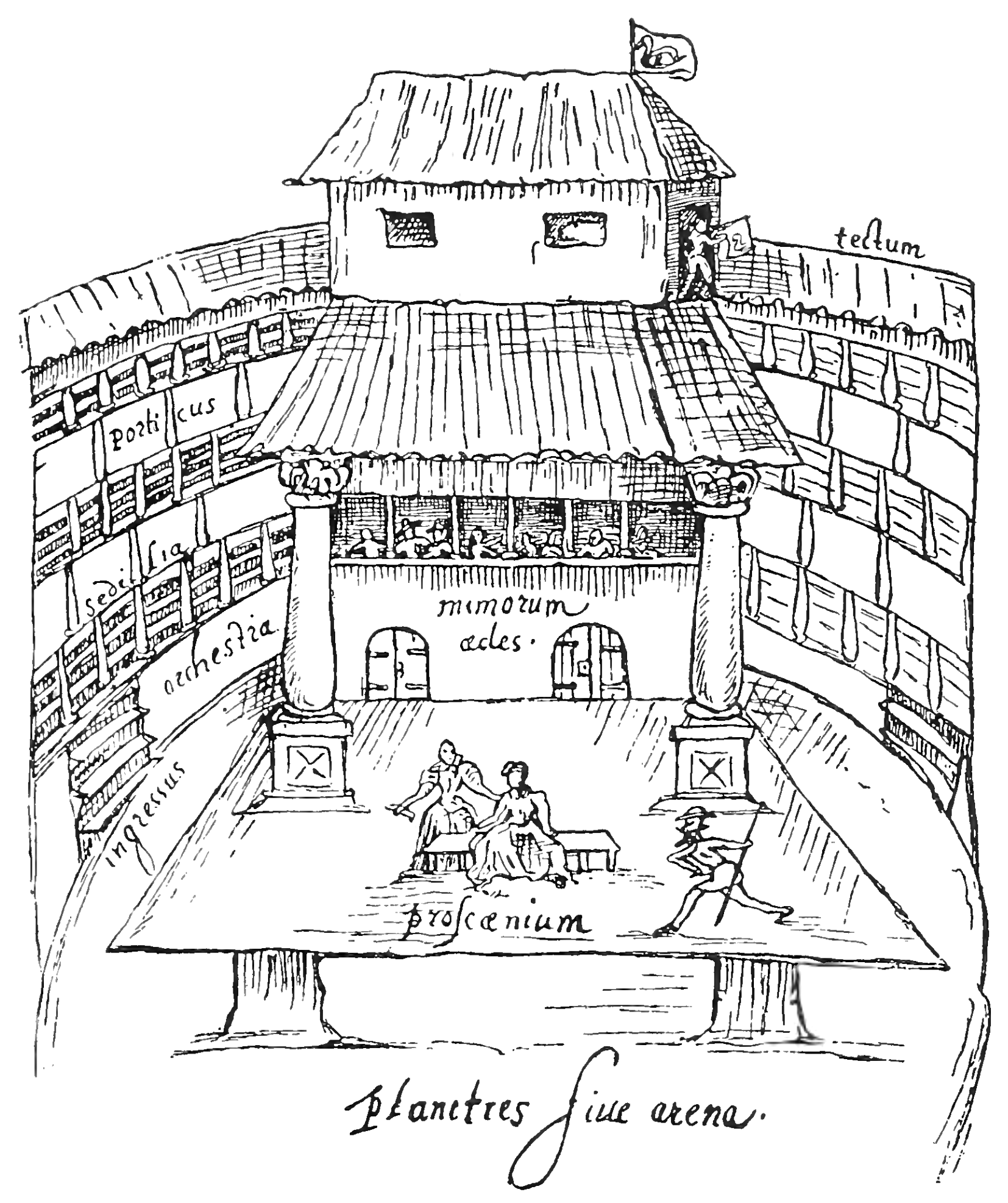
Dessin d'une répétition au théâtre The Swan en 1596, illustrant la forme cylindrique caractéristique des salles de théâtre de cette époque.

Dans le quartier de Southwark, le Théâtre du Globe rejoint les théâtres The Rose et, un peu plus loin, The Swan, qui fonctionnent là depuis quelques années. Vingt années se sont écoulées depuis la création de The Theatre, pendant lesquelles plusieurs nouveaux théâtres ont vu le jour en périphérie de la Cité de Londres.
Le Curtain Theatre continue à fonctionner à Shoreditch, sans qu'on sache aujourd'hui précisément qui le dirige et quelles troupes y jouent pendant une grande partie de sa durée d'exploitation. En effet, à la différence du Theatre, le Curtain ne connaît pas d'imbroglios judiciaires, et de ce fait les documents le concernant sont rares. Même son hypothétique propriétaire, Henry Lanman, reste un parfait inconnu, à part qu'il s'agit d'un « gentleman de Londres, âgé de 54 ans en 1592 ». On sait que la troupe de Lord Chamberlain a utilisé cette salle au moment de leurs démêlés avec leur propriétaire foncier, entre leur abandon de The Theatre et leur installation dans leur nouveau Théâtre du Globe. C'est là, par exemple, que Shakespeare a créé Roméo et Juliette, et Ben Jonson, Every Man in His Humour.
Plusieurs théâtres se sont implantés à Southwark, sur la rive droite de la Tamise, qui présente l'avantage d'être proche de la Cité (il n'existe qu'un seul pont, mais un nombre incalculable d'embarcations assure la traversée), et d'être en dehors de sa juridiction d'obédience puritaine. C'est, pour les londoniens, un lieu de plaisir, car on y trouve aussi des combats d'ours, de taureaux et de chiens, d'innombrables tavernes, bordels et maisons de jeux. Lors de leurs attaques contre le théâtre, les Puritains ne manqueront de faire l'amalgame, associant le théâtre avec l'intempérance, le jeu et la luxure, le puritain William Prynne affirmant par exemple : « nos catins ordinaires, une fois la pièce jouée, se prostituent à de multiples reprises près de nos théâtres, si ce n'est à l'intérieur de ceux-ci ».
| Principaux théâtres élisabéthains de Londres |       |       |                              |                     |                                           |
| Nom                                          | Début | Fin   | Lieu                         | Propriétaire        | Commentaires                              |
| The Red Lion                                 | 1567  | 1568  | Whitechapel                  | John Brayne         |                                           |
| The Theatre                                  | 1576  | 1598  | Shoreditch                   | James Burbage       | Démonté pour construire le Globe          |
| The Blackfriars 1                            | 1576  | 1584  | Cité de Londres              | Richard Farrant     | Ancienne intendance des moines            |
| The Curtain                                  | 1577  | >1627 | Shoreditch                   | Henry Lanman        |                                           |
| The Rose                                     | 1587  | 1605  | Southwark                    | Philip Henslowe     |                                           |
| The Swan                                     | 1595  | >1632 | Southwark                    | Francis Langley     |                                           |
| The Blackfriars 2                            | 1596  | 1655  | Cité de Londres              | James Burbage       | Ancien réfectoire des moines              |
| The Boar's Head                              | 1598  | 1616  | Whitechapel                  | Oliver Woodliffe    | Ancienne auberge                          |
| The Globe                                    | 1599  | 1645  | Southwark                    | sociétaires         | Détruit par le feu en 1613 et reconstruit |
| The Fortune                                  | 1600  | 1649  | St Giles-without-Cripplegate | Edward Alleyn       | Détruit par le feu en 1621 et reconstruit |
| The Red Bull                                 | 1605  | >1663 | Clerkenwell                  | Thomas Greene ?     | Ancienne auberge                          |
| The Hope                                     | 1613  | >1682 | Southwark                    | Philip Henslowe     |                                           |
| The Cockpit                                  | 1616  | >1664 | Drury Lane                   | Christopher Beeston | Renommé The Phoenix en 1617               |

## Patronage des troupes

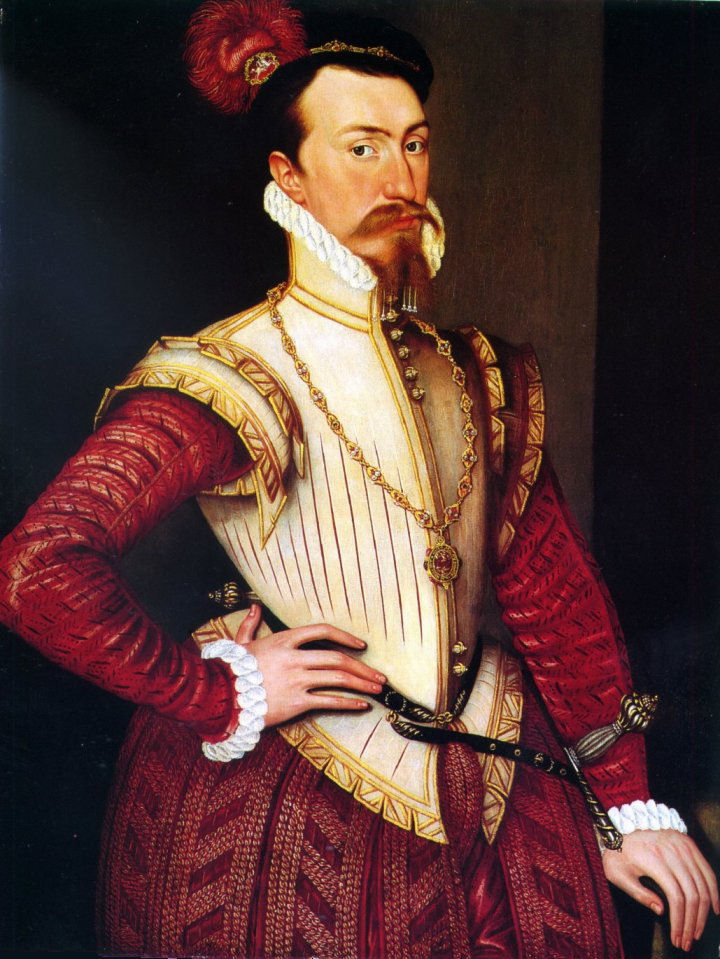
Robert Dudley, comte de Leicester, un des premiers patrons de troupe théâtrale.

En 1572, l'amendement des Poor Laws par l'Act for the Punishment of Vagabonds contraint les troupes ambulantes à rechercher un grand seigneur qui accepte de les patronner, afin de leur éviter l'emprisonnement comme vagabonds et même le marquage à l'oreille comme filous. Mais la relation entre le seigneur et la troupe n'est pas toujours bien définie, ce qui peut être préjudiciable pénalement pour les comédiens. Ainsi, James Burbage doit demander à son patron, Robert Dudley, comte de Leicester, de lui confirmer explicitement que tous les membres de la troupe sont bien des domestiques appartenant à sa maison, afin qu'ils puissent se déplacer librement,. Au début de l'ère élisabéthaine, les relations entre la cour royale et les compagnies théâtrales sont réduites, le patronage de ces dernières étant essentiellement réalisé par de grands seigneurs et par les titulaires de charges importantes, comme le lord chamberlain, qui est tenu d'entretenir une troupe.
Parmi les patrons de troupe de cette époque, on peut citer Robert Dudley, comte de Leicester, son frère Ambrose, comte de Warwick, Edward Clinton, comte de Lincoln, Charles Howard, baron d'Effingham. Ce n'est qu'en 1583 que la reine elle-même patronne une troupe. Cette décision, avant tout politique, vise à former un groupe itinérant, voyant et animé, destiné à accroître le prestige de sa patronne dans tout le pays, à promouvoir une idéologie protestante modérée, et enfin, sous la direction de Francis Walsingham qui bâtit un réseau d'espionnage à l'échelle nationale, à collecter des informations secrètes sur d'éventuels catholiques réfractaires ou de visiteurs étrangers.
Lorsque les comédiens en tournée donnent une représentation dans une ville, la rémunération que leur donne le maire tient plus au respect montré au patron, qu'au talent ou à la taille de la compagnie. Ainsi la troupe du roi ou de la reine reçoit invariablement les plus fortes sommes (30 shillings à Gloucester), tandis qu'à la même période celle du comte d'Oxford recueille 16 shillings et celle de Lord Stafford seulement 10. En revanche la même année, la ville donne 20 shillings à la compagnie du Baron Chandos, aristocrate de rang moindre, mais qui habite près de Gloucester et représente le comté au Parlement. Pour cette même raison, lorsqu'au XVIIe siècle les relations deviennent plus tendues entre la royauté et les aristocrates d'une part et les élites urbaines d'autre part, il devient plus difficile pour les comédiens de vivre de leur art. Il arrive même, dans les décennies précédant la fermeture des théâtres en 1642, que des municipalités, pour montrer leur hostilité au patron, remettent aux comédiens une somme pour ne pas jouer ou, plus crûment, pour débarrasser la ville de leur présence.
Avec le temps, le nombre de patrons se multiplie, les comtes de Sussex, d'Oxford, de Pembroke et d'Essex, ainsi que Lord Riche, Lord Abergavenny, Sir Robert Lane, possèdent aussi leurs propres troupes, rendant le système de patronage de plus en plus incontrôlable. En réponse à cette difficulté croissante, le système est modifié sous Jacques Ier en 1603, peu de temps après son accession. Seuls les membres de la famille royale peuvent dorénavant entretenir une troupe de comédiens, ce qui paradoxalement réduit l'importance des patrons. Les troupes de lord chamberlain, de lord amiral et du comte de Worcester deviennent respectivement les troupes du roi, du prince Henry et de la reine Anne.
Charles Ier assouplit encore le système en permettant à deux compagnies d'opérer sans patron, l'une au Red Bull Theatre, l'autre à Salisbury Court Theatre. À la place est mis sur pied un système de licences renouvelables, délivrées par le Master of the Revels, révélant qu'aux yeux du pouvoir les troupes de comédiens sont alors considérées comme bien moins dangereuses qu'elles n'apparaissaient sous le règne d'Élisabeth.

## Hostilité des Puritains

### Le théâtre puritain

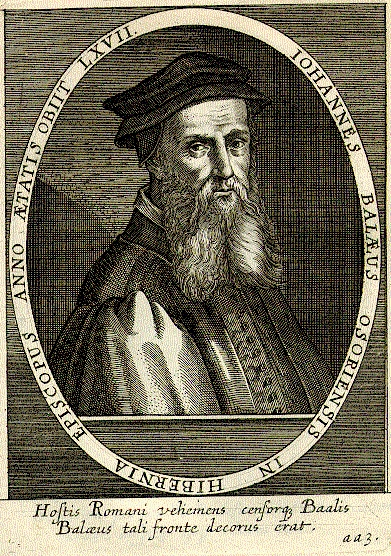
Jean Bale

L'hostilité des Puritains envers le théâtre ne se manifeste pas immédiatement. Il faut préciser que le protestantisme anglais naissant n'est pas une entité culturelle fixe et monolithique, et qu'il génère une grande diversité d'attitudes et de sensibilités, certaines caractérisées par un zèle excessif et des tendances iconoclastes, d'autres, au contraire, plus conservatrices, s'accommodent des pratiques et des croyances ancestrales traditionnelles.
Au début de la Réforme anglaise, lorsque l’Église d'Angleterre rompt avec la papauté et s'inspire en partie de la Réforme protestante, les Puritains utilisent le théâtre pour promouvoir leur doctrine nouvelle,. Ils suivent en cela l'exemple de la Genève de Jean Calvin, où des pièces de théâtre, mettant en scène les Actes des Apôtres ou d'autres livres de la Bible, sont suivies par de vastes auditoires. Cette appropriation du théâtre par les Puritains dure des années 1530 à la fin des années 1570.
C'est ainsi qu'en Angleterre, John Bale, ancien carme converti au protestantisme au début des années 1530, écrit et produit vingt-quatre pièces de théâtre sous l'autorité de Thomas Cromwell. Bale joue dans certaines de ses pièces, où sa très grande taille et son physique imposant produit un effet impressionnant quand il incarne le Vice. Dans un but de propagande, ses textes dénoncent la complète corruption de l'église catholique romaine, et sa cruauté à persécuter les Protestants. Onze de ses ouvrages sont des pièces bibliques, qui suivent le canevas traditionnel des mystères médiévaux, et qui, avec des vers simples et un vocabulaire courant, mettent en vedette certains épisodes de la Bible.
Parmi les autres dramaturges puritains de cette époque, on peut citer John Foxe, dont la pièce la plus connue est Christus triumphans, John Skelton, auteur entre autres de la moralité Magnificence, Lewis Wager (The Life and Repentaunce of Mary Magdelene), Nicholas Udall (Ralph Roister Doister) et Ralph Radcliffe, qui fait jouer à Hitchin dans un théâtre qui lui est réservé les drames bibliques qu'il écrit. Toutes ces productions font partie du programme de Cromwell visant à populariser les Écritures saintes,.
Ces drames bibliques protestants sont produits en tournée et aussi à la cour royale. Ils reçoivent un accueil particulièrement chaleureux de la part du jeune roi Édouard VI, friand de cette propagande anti-papale. Il serait lui-même l'auteur de la pièce perdue De meretrice Babylonica (La Prostituée de Babylone).

### Changement d'attitude des Puritains

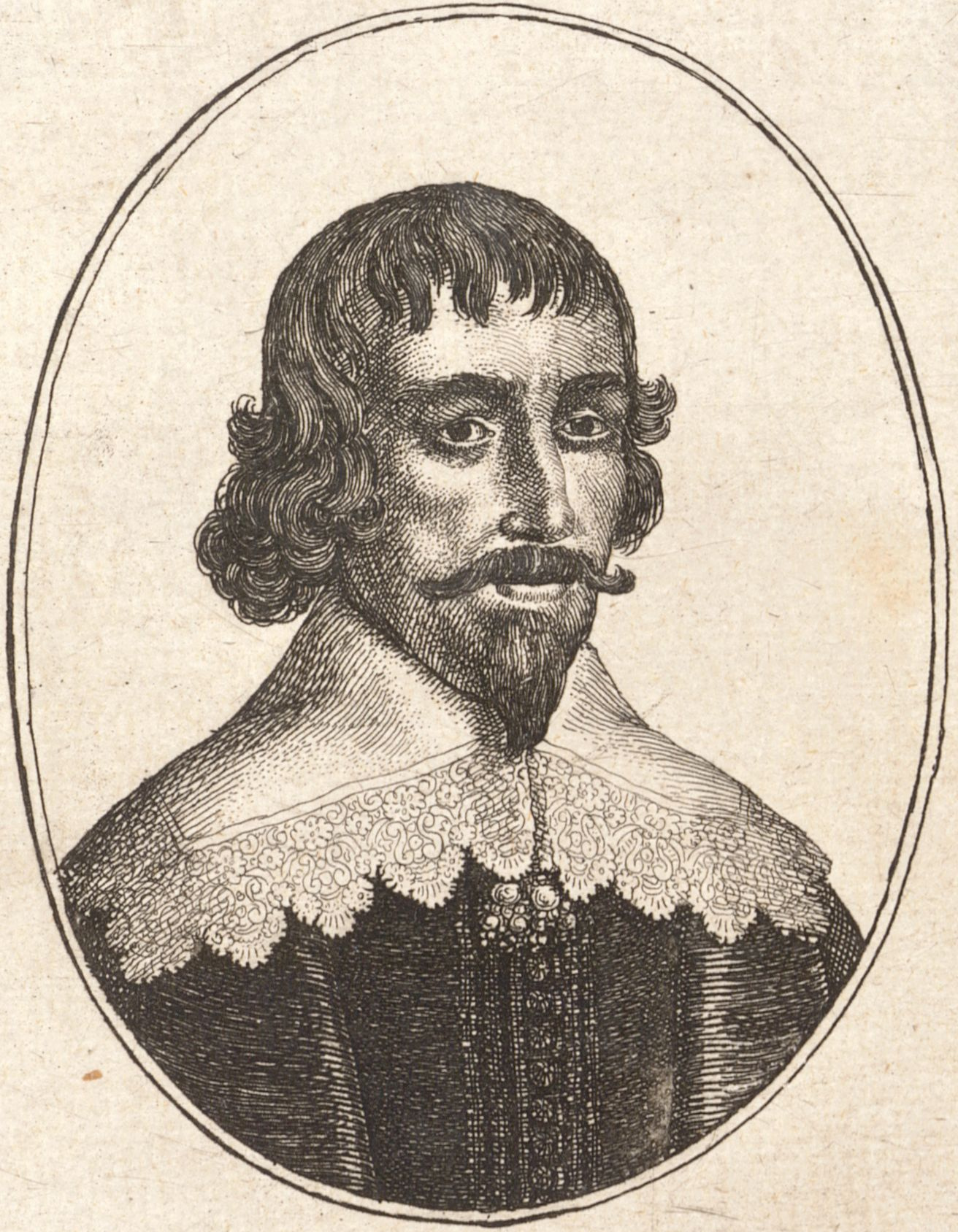
William Prynne

La vogue des moralités protestantes se poursuit pendant la première décade du règne d'Élisabeth Ire, puis elles tombent en désuétude avec la montée du véritable théâtre élisabéthain.
Les premières attaques des Puritains contre le théâtre commencent vers 1579 avec la publication de livres et de pamphlets, dénonçant et invectivant les acteurs professionnels, mouvement qui atteint son paroxysme en 1633 avec l'ouvrage Histrio-mastix de William Prynne. Ce brusque changement d'attitude est d'autant plus troublant que, parmi les premiers détracteurs du théâtre, figurent d'anciens dramaturges, qui n'ont pas manqué de succès, comme Stephen Gosson et Anthony Munday. Ce revirement peut être expliqué par la remarque d'Elbert Thompson qui note que le jeu théâtral passe alors des mains du clergé à celles de troupes itinérantes. Le clergé perd le contrôle du contenu des pièces nouvelles, écrites par des auteurs, qui n'ont pas de messages religieux à faire passer. Thompson conclut que ces pièces détournent le peuple de son culte et de son travail, et le dépouillent de ses économies.
À cette époque, le puritanisme n'est pourtant pas devenu synonyme d'ascétisme. William Prynne lui-même accorde une grande valeur à la détente, tant physique (marche, équitation, pêche, chasse, course, etc.) qu'intellectuelle (chant, pratique d'un instrument de musique, lecture de poésies et même de pièces de théâtre), recommandant Sophocle, Euripide, Eschyle et Ménandre, ainsi que Pierre le laboureur, Chaucer et Skelton. Certains prêcheurs concèdent d'ailleurs que les pièces, spécialement celles portant sur des sujets religieux, jouées dans les Inns of Court, donc dans des théâtres amateurs, sont toujours acceptables. En revanche, lorsqu'une pièce de théâtre, même jugée jusque-là inoffensive, entre sur la scène d'un théâtre public et prend la forme d'un spectacle, elle devient pour Prynne et ses partisans un objet de perdition, violant tous les commandements de Dieu. Elle perd alors ses vertus d'activité de détente, car, selon lui, elle laisse le spectateur épuisé et dissipé, le rendant à la longue mou et efféminé. De plus, le théâtre met la nation en danger en la privant des bras des acteurs et de tous ceux qui vivent de cette activité. Ces personnes qui ont déformé une activité de détente pour en faire une profession sont en fait des oisifs, qui, en réclamant de l'argent aux spectateurs, se comportent en réalité comme des mendiants. Le théâtre est vu par les Puritains comme une importation étrangère, ayant pour origine l'Italie, pays qui abrite la si haïe papauté.
Les Puritains affirment aussi que le théâtre attire les homosexuels, par le fait que les rôles de femme sont toujours tenus par des hommes. Ils dénoncent cette pratique, s'appuyant sur la Bible qui interdit explicitement que des hommes revêtent l'habit de femmes. Les Puritains prennent pourtant bien garde, lorsqu'ils condamnent cette pratique, de suggérer qu'il serait moins grave de faire monter des femmes sur scène. Ainsi, lorsqu'en 1629 une actrice française tient le rôle d'une femme dans une pièce au Blackfriars Theatre, William Prynne est bien embarrassé pour expliquer que les tentations d'adultère ne sont pas plus tolérables que celles de sodomie.
Certaines accusations portées par les Puritains contre le théâtre sont fondées, comme la proximité des salles avec les lieux de prostitution. Prynne a beau jeu d'énumérer les salles de spectacle environnées de maisons closes. De plus, Philip Henslowe, grand entrepreneur de spectacles et propriétaire de plusieurs théâtres, possède également des bordels. Mais les accusations des Puritains sont bien plus nombreuses. Ainsi à leurs yeux, assister à un spectacle de théâtre est une forme de communion avec le diable, car on lui rend hommage en y pratiquant des rites interdits : « Le jeu au théâtre correspond exactement à l'apparat réservé au diable, les salles de spectacle sont ses synagogues, les acteurs ses prêtres proclamés, les spectateurs ses serviteurs fidèles, ce que Origène et d'autres ont largement prouvé. ». Ces accusations sont si variées, et parfois si extravagantes — la plupart des acteurs sont aussi des proxénètes (Prynne, page 342), et aussi des papistes (Prynne, page 343), les pièces font l'apologie de l'ivrognerie, de la luxure, de l'impudeur, du vol et du meurtre (Prynne, page 343) — que l'on ne manque pas de se demander si cette haine tenace n'est pas simplement motivée par le fait que le théâtre est considéré par les Puritains comme un rival de leur Église.
Les prêcheurs expriment leur frustration face à la tiédeur de la population pour leurs sermons, comparée à l'enthousiasme du public pour le théâtre :
- « Une pièce répugnante ne rameute-t-elle pas en quelques instants d'un simple coup de trompette un bon millier de personnes, tandis que des cloches sonnées pendant des heures n'en amènent au sermon qu'une centaine ? » — John Stockwood, sermon de 1578[93]
- « Les pièces de théâtre ont développé dans le cœur des gens un tel zèle aveugle qu'ils n'ont pas honte d'affirmer ouvertement qu'une pièce est aussi bénéfique qu'un sermon, et qu'ils apprennent autant, sinon plus, au théâtre qu'en écoutant le prêche de la parole de Dieu. » — John Northbrooke[93]

Certains prêcheurs n'hésitent pas à employer des raisonnements discutables : « La cause de la peste est le péché, si vous regardez bien. Et la cause du péché est le théâtre. Par conséquent, la cause de la peste est le théâtre. » — Thomas White, sermon prêché à Pawles Cross (1577)

## Auteurs
En 80 ans, le métier de dramaturge va passer de la confidentialité des halls des universités à la reconnaissance et à l'approbation croissantes du public, puis se soumettra à un parti et à une classe, avant de disparaître pour près de deux décennies au début des années 1640. Les premiers auteurs sont des universitaires ; l'écriture dramatique n'est souvent pour eux qu'une activité secondaire, et leur statut social et leur situation financière n'en sont guère affectés. Les premiers dramaturges professionnels, qui ne tirent leurs revenus que de leurs productions littéraires, ont du mal à sortir de la pauvreté et mènent une vie difficile sans grande considération. Puis des auteurs à succès, comme Heywood, Shakespeare et Jonson, qui deviennent actionnaires de la troupe ou copropriétaires du théâtre pour lesquels ils travaillent, atteignent rapidement l'aisance financière et gagnent une reconnaissance sociale toute nouvelle. Ils montrent la voie à des gentlemen, comme Fletcher et Beaumont, ou à des lords très riches, comme Berkeley et Cavendish, qui ne craignent plus de déchoir en écrivant pour le théâtre.

### Les premiers auteurs
On connaît peu de choses des dramaturges des deux premières décennies du règne d’Élisabeth. Les rares noms qui ont échappé à l'oubli sont liés à une université ou à une Inn of Court. Certains, comme Gager, n'ont écrit que des œuvres en latin, tandis que d'autres, comme Preston (La Vie de Cambyse, roi de Perse) ou Norton et Sackville (Gorboduc), ont fourni les premières véritables pièces de théâtre écrites en anglais.
À cette même époque, apparaît un groupe très distinctif de dramaturges, qui sont les responsables des enfants de la Chapelle et d'autres compagnies d'enfants de chœur, qui jouent devant la reine. Ces hommes, tels Richard Edwards, Sebastian Westcott ou Richard Farrant, sont des musiciens, des professeurs et des auteurs dramatiques. Sous leur direction, ces groupes d'enfants s'organisent en troupes d'acteurs, qui vont jouer, chanter et danser dans divers théâtres, ainsi que divertir la reine.
Un des successeurs de ces directeurs de troupe est John Lyly, un dramaturge élisabéthain, qui a une place à part, entre autres parce que son répertoire n'est pas destiné aux classes populaires. Après l'université, il acquiert ses premiers succès grâce à des nouvelles. Il dirige pendant quelques mois la troupe enfantine du comte d'Oxford et il fait jouer plusieurs de ses pièces, comme Campaspe et Sapho and Phao, par les enfants de la Chapelle et les enfants de Paul. Il utilise rarement les vers, mais ses drames, inspirés par une légende, sont bien construits et possèdent un ton précieux et discrètement érotique qui lui est propre et qui inspirera d'autres auteurs, comme Thomas Lodge.

### Les beaux esprits de l'université

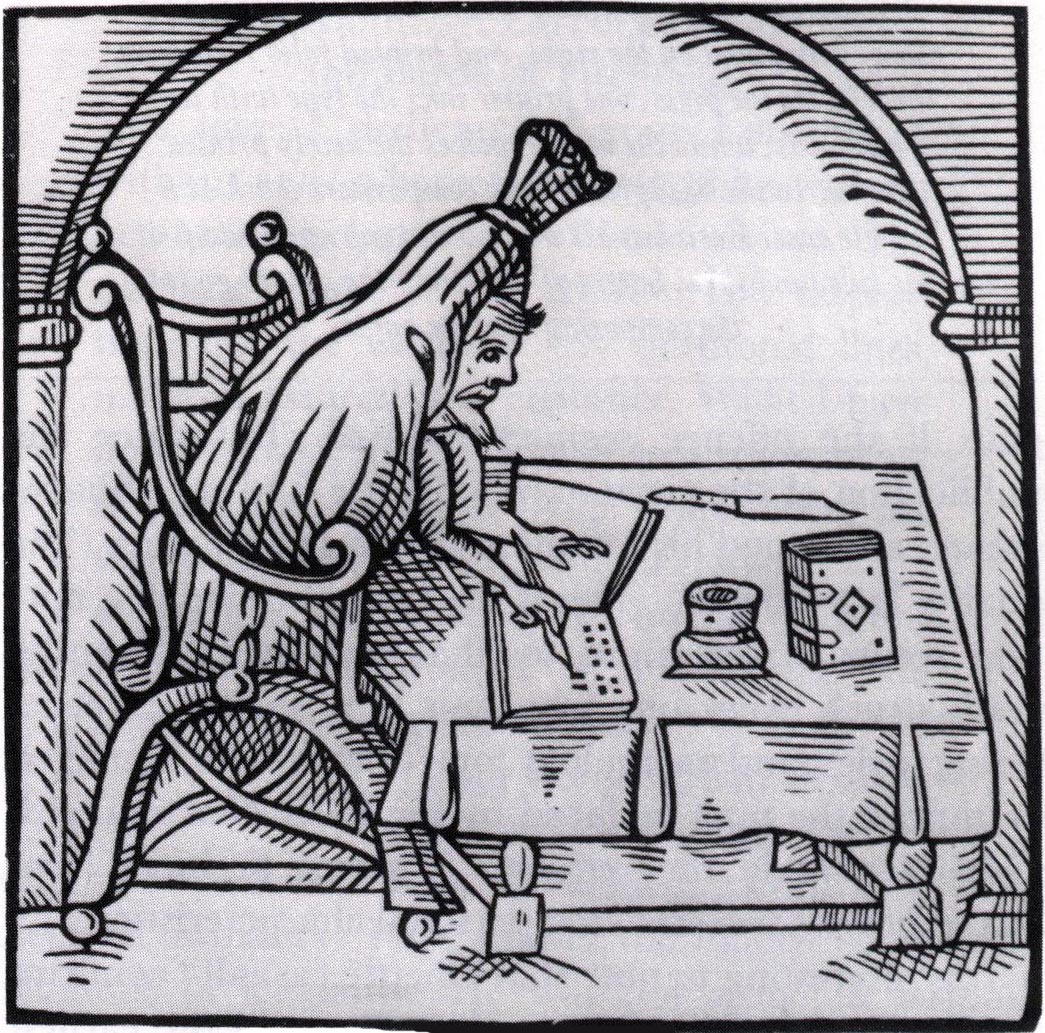
Robert Greene dans son suaire, écrivant toujours à sa table de travail, possible allusion à sa lettre posthume attaquant Shakespeare et Marlowe.

Lyly appartient aussi à un groupe d'auteurs appelés les « beaux esprits de l'université » (university wits (en)), qui sont passés par Oxford ou Cambridge en y obtenant leurs B.A. (Bachelor of Arts) et M.A. (Master of Arts). Parmi ceux-ci on peut citer Peele, Marlowe, Greene, Lodge, Watson et Nashe. Ils partagent beaucoup de points communs : ils sont tous issus au mieux de la classe moyenne, mais leur parcours universitaire leur permet de choisir une carrière littéraire. En plus d'œuvres dramatiques, ils écrivent des nouvelles, des pamphlets et des poèmes. Ils ont tous commencé à travailler pour le théâtre entre 1587 et 1593, et, en quête de renom, ils se retrouvent à mener à Londres une difficile vie de bohême, dépendant des libraires et des théâtres pour survivre.
Sur ce plan, la vie de Greene est caractéristique. Il commence à écrire alors qu'il est encore étudiant à Cambridge. Il produit une grande quantité d'ouvrages : histoires d'amour, contes moraux, pastoraux, arcadiens, précieux, aventures de fils prodigue, pièces de théâtre, essais. En général dans ses œuvres, il prévoit la possibilité, en cas de succès du livre, d'y greffer une seconde partie. Mais malgré cette intense activité littéraire, il vit de manière misérable et dissolue, et meurt prématurément à l'âge de trente-cinq ans.
Marlowe adopte un style de vie semblable, mais encore plus tumultueux et romanesque, et il connaît également une fin précoce à vingt-neuf ans dans une rixe ou un assassinat. Ses quelques pièces, Tamburlaine en particulier, ont cependant révolutionné le théâtre et ont popularisé la tragédie en vers blancs (des pentamètres iambiques non rimés), stimulant les auteurs contemporains à l'imiter. C'est lui qui a véritablement introduit et imposé en la maîtrisant cette forme de vers, typique du drame élisabéthain, sans l'avoir lui-même inventé. Personne n'avait encore entendu résonner de la sorte la langue anglaise, et Greene reprochera à Shakespeare débutant, qui, étant autodidacte, n'appartient pas au clan des university wits, de vouloir s'emparer de cette nouveauté poétique, le traitant de « jeune corbeau arrogant, embelli par nos propres plumes, [...] qui présume pouvoir faire ronfler le vers blanc aussi bien que les meilleurs d'entre nous ».
La mort de Greene (1592) et de Marlowe (1593) marque la fin des university wits.

### Relations avec les troupes théâtrales
En plus des troupes enfantines, des troupes de comédiens adultes se constituent, ce qui accroît la demande de pièces nouvelles. Mais si quelques dramaturges travaillent de façon régulière avec une troupe en particulier, beaucoup d'autres, incités par les succès de Greene, de Marlowe et de Peele, composent leurs pièces sans établir de relations pérennes avec les acteurs, et leurs noms demeureront probablement inconnus à jamais. Pourtant la demande est énorme, car on dépasse rarement six représentations par titre, et même si des pièces anciennes sont également reprises, les troupes recherchent en permanence des intrigues neuves.
Par exemple, la troupe de l'Amiral met en scène tous les ans une vingtaine de pièces nouvelles, qui sont écrites en grande partie par une demi-douzaine de dramaturges, travaillant souvent en collaboration et dans la hâte. Les troupes préfèrent s'adresser à des professionnels rompus à l'écriture dramatique, qui connaissent leur style de jeu et qui seront capables, même sous la pression, de leur fournir leur dernier acte à temps.
Le livre de compte, couvrant la période 1597-1600, de Philip Henslowe, directeur de théâtres a été retrouvé au XVIIIe siècle. Il fournit des informations détaillées sur la manière de rémunérer les auteurs pendant cette période. Le prix habituel d'une pièce de théâtre est alors de 6 £, à partager entre les différents auteurs en cas de collaboration. Ce prix descend parfois à 5 £, mais les dernières années ce prix peut monter à 8 £, exceptionnellement à 10 £ 10 shillings pour le Patient Grissel (en) (1599) de Dekker, Chettle, et Haughton. La valeur d'une pièce continuera à croître, puisqu'en 1613, près de 15 ans plus tard, Brome obtient pour l'une d'elles 20 £ en menaçant qu'une autre compagnie lui en propose 25. L'inflation sur ce laps de temps n'explique pas une telle multiplication du prix.

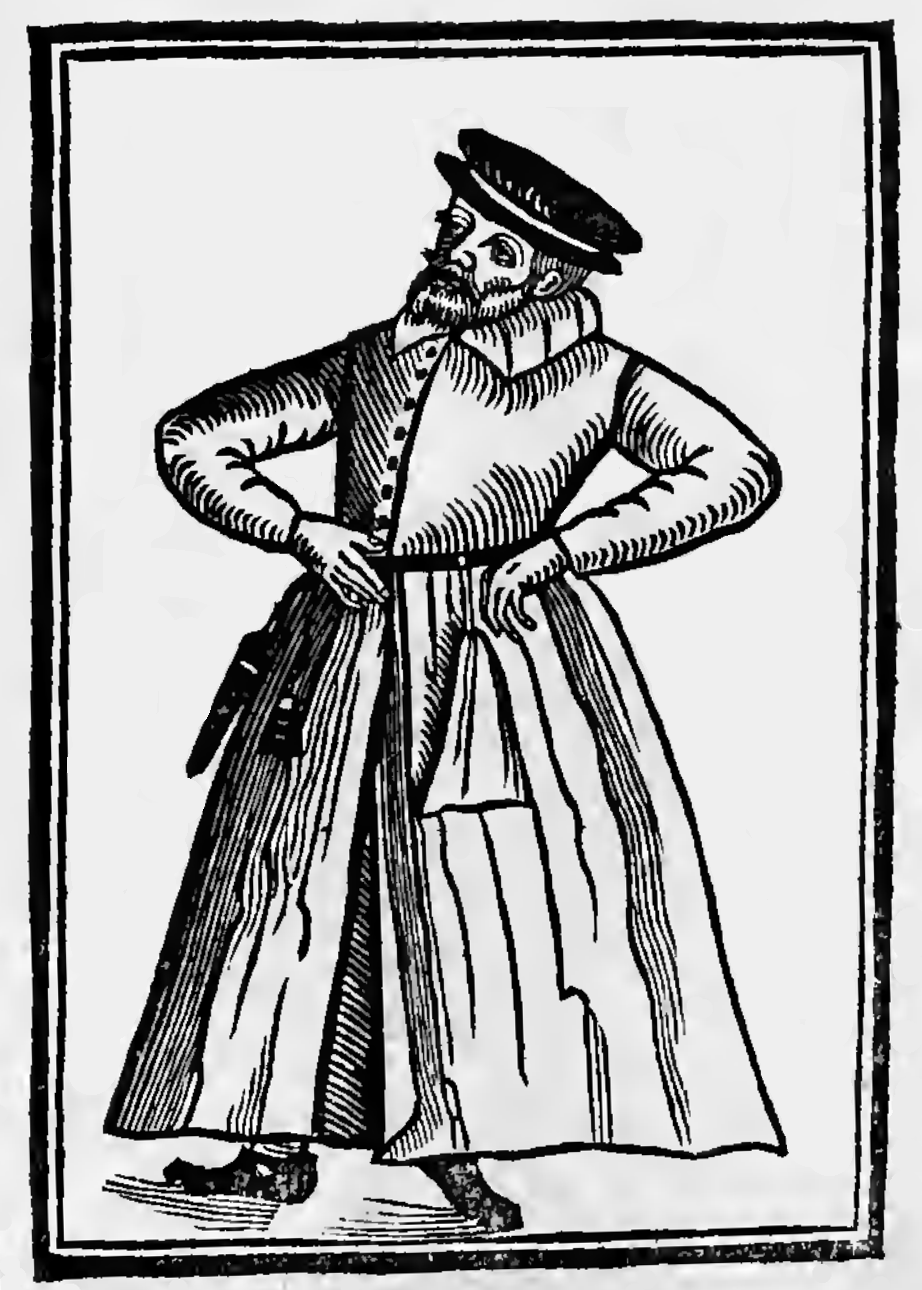
Robert Armin jouant le rôle de Tutch de sa propre pièce, The Historie of the two Maides of More-clacke (1609).

Sur présentation d'un manuscrit, Henslowe fait à l'auteur une avance à valoir sur le prix total si la pièce n'est pas encore terminée. À titre de garantie, Henslowe conserve une portion du manuscrit, qui sera remise à un autre auteur si le premier est défaillant. Une fois cette transaction faite, l'auteur perd tous ses droits sur son œuvre, le directeur du théâtre ou de la troupe devient le seul propriétaire du manuscrit. Il est le seul à pouvoir décider de le publier, mais il n'y est rarement favorable, craignant que la pièce soit reprise par d'autres compagnies si l'ouvrage était édité. Néanmoins, les années passant, il semble que les auteurs, petit à petit, obtiennent un « surplus » en cas de succès de la pièce. Mais les premières années, les sommes payées ne sont pas suffisantes pour épargner aux auteurs la pauvreté et les dettes. Cette situation est favorable à Henslowe ; elle lui permet de garder sous son contrôle un groupe d'auteurs dociles et disponibles, car endettés par les menues avances qu'il leur octroie parcimonieusement. Daborne viendra ainsi lui demander sur son lit de mort d'effacer toutes ses dettes, dont une hypothèque sur sa maison, ce que Henslowe accepte avant de mourir quelques heures plus tard.

### Les auteurs-acteurs
Les acteurs, quant à eux, sont payés en fonction des recettes, et il s'avère que ce traitement est généralement plus favorable financièrement que la rémunération fixe à la pièce accordée aux auteurs. Aussi certains dramaturges cumulent les deux fonctions. Généralement, ce sont des acteurs qui se mettent à l'écriture, comme Armin ou Wilson, et sans doute aussi comme Shakespeare. À l'inverse, Heywood commence comme auteur dès 1594, puis devient aussi acteur à partir de 1598. Pendant vingt-cinq ans au moins, il remplit ces deux emplois, et lorsqu'il prend sa retraite d'acteur, il continue à écrire jusqu'à sa mort, revendiquant dans la préface de son English Traveler avoir participé de près ou de loin à deux cent vingt pièces.

### Shakespeare

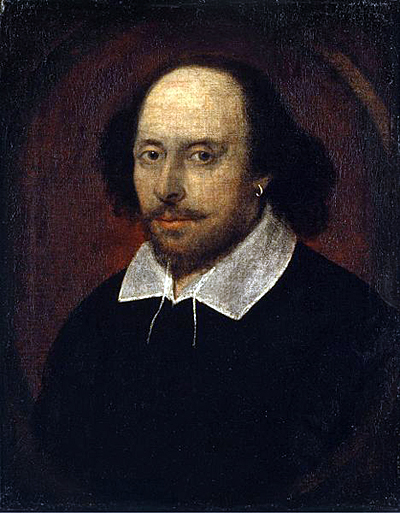
Portrait de Shakespeare appartenant à James Brydges, duc de Chandos

Shakespeare est le premier auteur à acquérir rapidement, grâce au théâtre, une aisance financière lui permettant d'offrir à son père des armoiries, et de prendre sa retraite à moins de cinquante ans. On sait qu'il fait aussi l'acteur, mais il doit principalement sa fortune à sa plume, et non à son jeu sur scène. Quand son nom apparaît la première fois à l'occasion d'une représentation, aux côtés de Burbage et de William Kempe, il le doit à la reconnaissance de son talent de dramaturge, vital pour la troupe, et non à sa réputation d'acteur, en rien comparable à celles des deux grands comédiens qui lui sont associés.
À partir de 1594, Shakespeare n'écrit que pour la troupe de lord Chamberlain, rebaptisée en 1603 la troupe du roi. Nous ne connaissons pas les modalités de ses rétributions comme dramaturge, mais il serait absurde de penser qu'elles sont semblables à celles versées par Henslowe à ses auteurs. Il devait sans doute exister une sorte de contrat d'exclusivité, par lequel Shakespeare s'engageait à n'écrire que pour sa compagnie, et devait recevoir en retour une indemnité compensatrice. En 1598, il devient copropriétaire du théâtre du Globe, puis du Blackfriars Theatre et il partage en plus avec les autres copropriétaires les bénéfices des spectacles.
Il semble écrire avec une grande régularité, en moyenne deux pièces par an, trente-sept pièces en vingt ans, presque toutes sans collaborateurs. Toutefois, on ne pense pas qu'il subisse une quelconque exigence de productivité, que d'autres compagnies imposent à leurs auteurs, comme à Dekker et à Heywood, sa troupe étant trop consciente de la haute valeur marchande de chacune de ses productions. Aucun autre dramaturge anglais n'a travaillé dans des conditions aussi favorables, et le professeur Brander Matthews les compare avec celles que connaîtra plus tard Molière.

### Ère jacobéenne

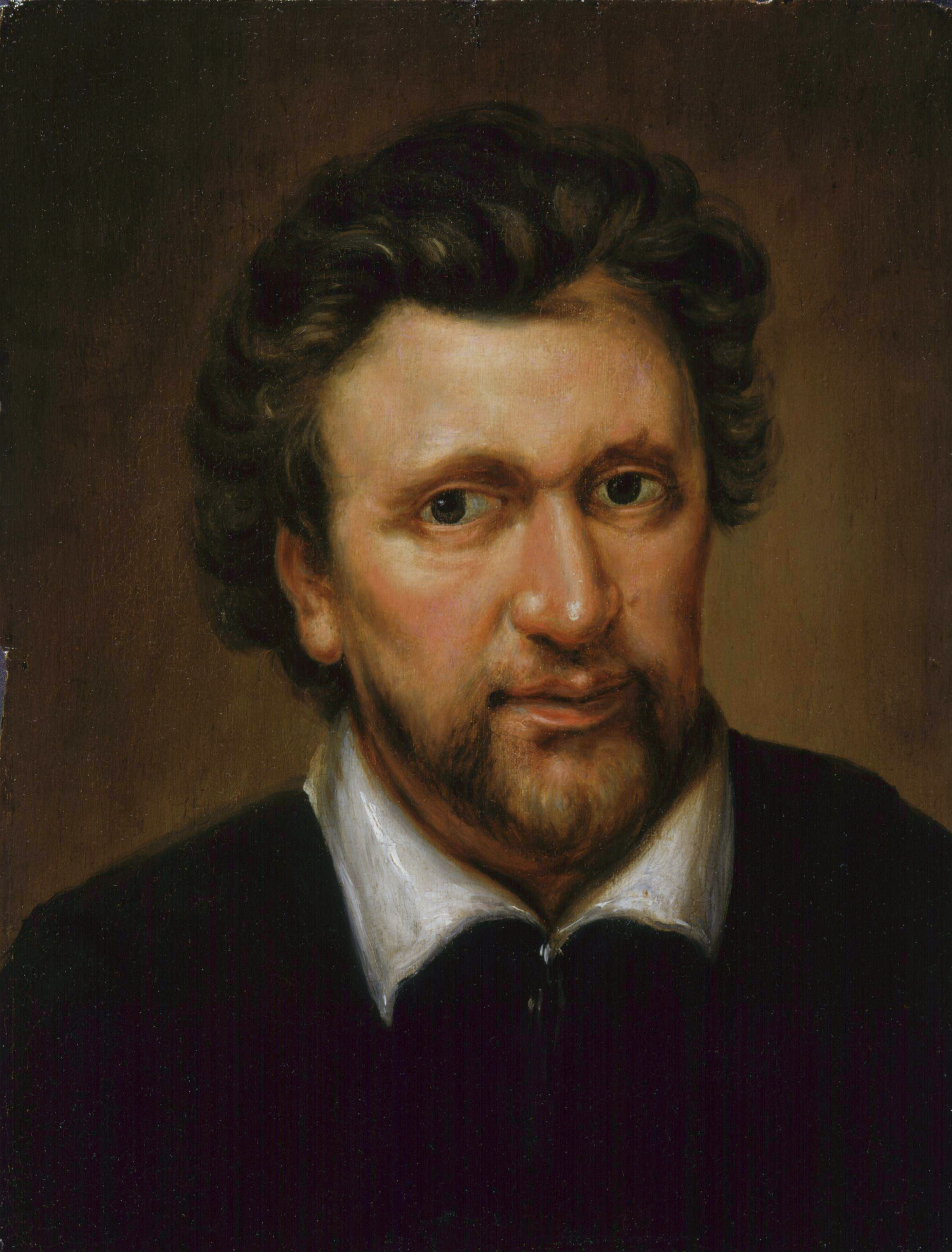
Ben Jonson vers 1617

Après les exemples de Shakespeare et de Heywood, l'attirance pour l'écriture dramatique s'accroît sensiblement, en même temps que s'améliore le statut littéraire, social et financier des auteurs. Un groupe de brillants dramaturges se constitue, comptant entre autres Chapman, Jonson, Middleton et Marston.
La carrière de Jonson illustre cette évolution. D'humble origine et, à l'inverse des university wits, sans formation universitaire, il se fait d'abord soldat en Flandre, et pour tromper l'ennui, il tue un ennemi, un Espagnol, en combat singulier. Au théâtre, il débute comme acteur, puis comme auteur pour Henslowe. Mais bientôt la faveur de la cour royale lui permet de s'affranchir de cet imprésario. Pendant cinq années, il n'écrit plus pour les théâtres publics, abandonnant la « scène détestée », selon son expression, pour se consacrer principalement aux masques que lui commande la cour et qui sont bien mieux payés (50 £ chacun). Mais un conflit avec Inigo Jones, responsable de la scénographie et des décors, et la disgrâce de la cour le forcent à revenir vers les théâtres publics, mais il ne se départ pas de l'arrogance envers le public qu'il avait affichée auparavant. Il garde aussi une liberté de style, qui lui vaut d'être emprisonné à au moins trois reprises, risquant une fois d'avoir le nez et les oreilles coupés pour s'être moqué de courtisans proches du roi dans sa pièce Cap à l'est ! (en). Ami de Shakespeare, fréquentant les grands de la cour, et entouré de disciples plus jeunes, il règne alors sur le monde des lettres. Il meurt cependant criblé de dettes, mais une foule immense de ses admirateurs l'accompagne jusqu'à Westminster Abbey, où un monument funéraire est érigé à sa mémoire.
Un autre auteur, Fletcher, fils d'un des évêques favoris de la reine Élisabeth, commence par écrire des pièces pour la troupe du roi avec Beaumont, un ami gentilhomme. Quand ce dernier cesse d'écrire en 1612, Fletcher s'associe avec Shakespeare, et ils écrivent sans doute en collaboration Henri VIII et Les Deux Nobles Cousins. Quand Shakespeare décide de prendre sa retraite, Fletcher prend sa succession au théâtre du Globe, et il fournit à la troupe du roi une moyenne de quatre pièces par an jusqu'à sa mort de la peste en 1625. On ne connaît pas les liens d'affaires entre lui et la troupe. Il n'est ni un acteur, ni un actionnaire, ni un copropriétaire du théâtre, comme l'était Shakespeare. On est néanmoins quasiment sûr qu'il reçoit plus d'argent pour chaque pièce qu'aucun autre dramaturge du moment, car il n'écrit pas autre chose, pas même de masques, n'a aucun mécène, ne détient aucune charge officielle à la cour, et ne connaît pourtant apparemment pas la pauvreté des premiers dramaturges.

### Les dernières décennies
L'écriture dramatique attire une foule hétérogène d'écrivains motivés par l'espoir de gain d'argent, de renommée ou de faveur royale. On y trouve des courtisans (Killigrew, Carlell), des universitaires, des juristes, des poètes (Massinger, Shirley, Suckling), des prêcheurs (Thomas Goffe (en), Cartwright), des soldats (Marmion), d'anciens domestiques (Brome) et même un bandit repenti (Clavell).

Mais les principales compagnies théâtrales disposent déjà de répertoires importants, composés d’œuvres de Ford, de Beaumont et Fletcher, de Shakespeare, de Jonson, et une grande partie des représentations consiste alors en des reprises de ces pièces. En conséquence, la demande en pièces nouvelles, qui avait flambé quelques décennies auparavant, se réduit considérablement, et la tendance est alors, aussi bien parmi les écrivains confirmés que chez les amateurs, de copier les anciens maîtres. On écrit des pièces à la manière de Jonson, de Fletcher ou de Shakespeare, afin de plaire au public et surtout à la cour.

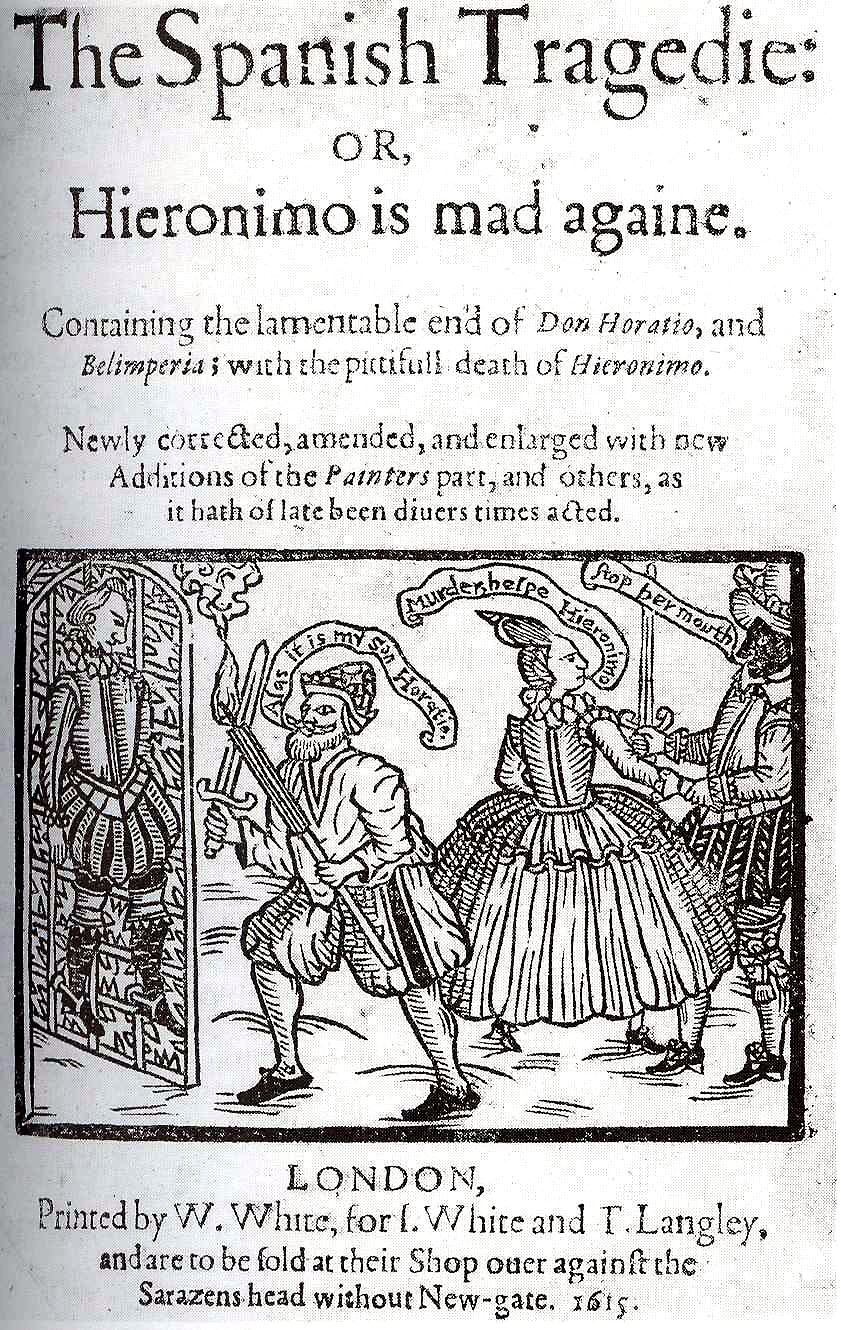
Page de titre de la Tragédie espagnole de Thomas Kyd. Le nom de l'éditeur apparaît, mais pas celui de l'auteur

### Publications des pièces
On estime que le théâtre élisabéthain a produit environ mille cinq cents pièces, dont plus de la moitié a été perdue. On explique en partie cette perte énorme par le faible nombre de pièces imprimées.
À l'époque, le dramaturge abandonne habituellement la propriété sur sa pièce lors de sa vente à un directeur de troupe ou de théâtre. Ce dernier soumet l'ouvrage à l'approbation du Master of Revels, moyennant un droit fixe, et la pièce obtient son autorisation à être jouée. Elle est alors conservée par la troupe en quelques rares exemplaires, une copie au moins étant faite pour que, une fois découpée en morceaux, chaque tronçon soit distribué à chaque acteur pour en apprendre le texte. Si la pièce connaît le succès, elle est mise avec soin à l'abri des libraires, afin d'éviter sa publication et donc son éventuelle appropriation par une autre troupe.
Néanmoins, les manuscrits peuvent tomber aux mains des éditeurs de diverses façons. Si une troupe se dissout, son répertoire est vendu, soit à d'autres compagnies, soit à des éditeurs, ce qui explique par exemple la grande quantité d'éditions de 1594 : la grande peste de 1593 avait fait fermer longuement les théâtres, causant la faillite de plusieurs troupes et, par conséquent, la vente de leurs répertoires aux plus offrants. D'autres fois, les manuscrits sont obtenus de manière frauduleuse, en soudoyant des acteurs ou en envoyant des sténographes dans la salle noter toutes les répliques. Parfois des auteurs vendent leurs pièces à la fois à une troupe et à un éditeur, pratique que certains, comme Heywood, qualifient de malhonnête.

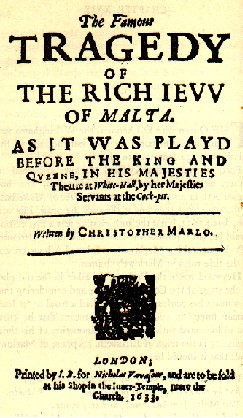
Première édition du Juif de Malte de Marlowe, 1633

Avant 1600, la plupart des dramaturges se désintéressent de la publication de leurs œuvres, considérant qu'une pièce est faite pour être écoutée et ne mérite pas d'être lue, alors qu'ils prennent grand soin de faire imprimer leurs poèmes ou leurs essais. Une édition n'est parfois réalisée que pour contrer une version piratée de mauvaise qualité. Pendant les années de règne d’Élisabeth, le nom de l'auteur est rarement indiqué dans l'ouvrage (moins de 20 % des cas), alors qu'il est fréquent de trouver un remerciement à la troupe qui possède et qui joue cette pièce. Munday, Drayton, Hathway et Cheetle ne furent jamais nommés sur les pages titres de leurs pièces publiées, alors qu'y figurent le nom de la compagnie et celui de leur patron. En 1633, ayant entamé une carrière ecclésiastique, Marston exige que son nom n'apparaisse pas dans l'édition de ses œuvres réalisée par un tiers.
Jonson est parmi les premiers auteurs à veiller à l'édition de ses pièces, et sa pratique fait changer lentement celles des autres dramaturges, bien que certains, comme Beaumont et Fletcher, continuent d'ignorer cette manière de faire.
Ainsi pendant près d'un siècle, plusieurs centaines de pièces sont conservées en très peu d'exemplaires dans des conditions précaires. Par exemple l'incendie d'un théâtre, événement qui se produit de temps à autre, peut faire disparaître définitivement en une seule fois plus d'une centaine de pièces. L'anecdote de Betsy Baker, la cuisinière de l'antiquaire et collectionneur, John Warburton, qui aurait détruit en une année, pour allumer son feu ou faire des moules à tartes, plus d'une cinquantaine d’œuvres manuscrites uniques, montre le peu de soin accordé à l'époque à ces documents irremplaçables.

## Fin du théâtre élisabéthain

### Interdiction des représentations théâtrales
Le 2 septembre 1642, un décret du Long Parlement ordonne la cessation de toute représentation théâtrale publique. Cette ordonnance contraint tous les théâtres de Londres, publics ou privés, à fermer leurs portes, et toutes les troupes itinérantes de province à cesser leurs activités.
Les amateurs de théâtre londoniens ont l'habitude des fermetures provisoires des théâtres pour des durées variables, soit à des moments de tristesse collective, comme les morts d’Élisabeth ou du prince Henri, soit lors de péril public, comme à chaque recrudescence de la peste. Les fermetures sont ainsi automatiquement ordonnées lorsqu'il y a plus de quarante morts de la peste par semaine à Londres. Les durées de fermeture dépendent de l'intensité de l'épidémie, et dépassent parfois une année.
Le décret de 1642 ne précise pas la durée de l'interdiction. Mais la tonalité de son texte, qui contient des expressions telles que « courroux divin », « saison d'humiliation », « liesse et légèreté lascives », « solennité triste et pieuse », rappelle les discours puritains des opposants au théâtre tenus depuis plus d'un demi-siècle. Pourtant le Parlement n'est pas alors composé que de puritains. En effet beaucoup de députés élus en novembre 1640 sont des gentlemen ou des représentants de classes socio-professionnelles favorisées, dont l'éducation et la manière de vivre prédisposent à prendre plaisir à sortir, à aller au théâtre, et à être plutôt des connaisseurs que des adversaires de ce divertissement. Ainsi en mai 1641, le puritain Simonds d'Ewes (en) est exaspéré qu'aux séances de l'après-midi à la chambre des communes, « une grande partie » des sièges sont vides, leurs titulaires les désertant pour Hyde Park, les théâtres ou les jeux de boules.

### Dégradation de la situation politique
En fait, la réforme modérée que beaucoup de députés avaient espérée en 1641 a échoué, et depuis lors la totalité du Parlement croule sous la pression de multiples conflits religieux, pendant qu'en Irlande se forme la Confédération irlandaise menaçant d'une nouvelle rébellion, après celle de 1641. La plupart du temps, il règne alors à Westminster un climat d'agitation et d'intimidation. Les parlementaires se sentent de plus en plus préoccupés par le besoin de sécurité, et ils sont de plus en plus nombreux à voir la suppression des spectacles comme une avancée vers plus de morale et de discipline sociale.
Juillet 1642 voit à Nottingham les premiers morts dus à la guerre civile, et en août, la situation politique se tend encore davantage, quand le roi Charles hisse son étendard dans cette ville, déclarant de ce fait la guerre à son propre parlement. Dans ce contexte, le préambule de la directive sur les théâtres, qui déclare que l'interdiction est motivée par la situation périlleuse dans laquelle se trouvent plongées l'Angleterre et l'Irlande, n'est pas vide de sens. Cette ordonnance est une réponse à un état d'extrême urgence que n'avait encore jamais rencontré le pays. Même si, fin 1642, le pouvoir est passé manifestement en des mains opposées au théâtre pour des raisons idéologiques, et si cette interdiction réjouit tous ceux qui considèrent le théâtre comme impie, la justification première de cette ordonnance porte bien plus sur des considérations de sécurité que de moralité.

### Destruction des théâtres
L'incertitude sur la durée de cette interdiction — permanente ou pas — est levée quand l'ordonnance de 1642 est renouvelée en juillet 1647 pour une durée de six mois, redonnant espoir aux acteurs et aux spectateurs. Mais un nouveau décret est promulgué le 9 février 1648, exprimant cette fois sans ambiguïté l'hostilité morale et théologique du Parlement envers le théâtre. L'interdiction est définitive, les acteurs contrevenants seront fouettés et chaque spectateur pris sur le fait devra payer une amende de 5 shillings. Plus grave encore, il ordonne la démolition des salles de spectacle. En conséquence, plusieurs théâtres, dont le Théâtre de la Fortune, le Cockpit Theatre et le Salisbury Court Theatre (en), sont délibérément saccagés par des compagnies de soldats. Les ruines du Théâtre de la Fortune seront vendues en 1661 au prix du bois (75 £). Le célèbre Théâtre du Globe, symbole du théâtre triomphant, où avait travaillé Shakespeare et où a joué jusqu'à la fin la troupe du roi, a été rasé dès le 15 avril 1644. Le Blackfriars Theatre et le Hope Theatre (en) ne seront démolis que vers 1655-1656. Oliver Cromwell vient habiter au Palais de Whitehall, occupant la partie où se trouve le Cockpit-in-Court, et s'assurant par lui-même qu'aucune pièce n'y est jouée. Le Red Bull Theatre, en montant des spectacles de funambules ou de drolls et en affirmant qu'il ne s'agit pas de théâtre, est un des rares théâtres à passer ces années difficiles sans trop de dommages, malgré des descentes de police et l'arrestation d'acteurs.

### Cessation de l'activité théâtrale
L'activité théâtrale s'arrête alors presque totalement. Même si elle survit épisodiquement lors de représentations clandestines ou semi-clandestines — des tracts annonçant le prochain spectacle étant jetés subrepticement par les vitres ouvertes des voitures de gentlemen — ou lors de séances strictement privées dans des maisons ou des châteaux, pratiquement plus aucune pièce nouvelle n'est écrite à partir de fin 1642, les textes des drolls n'étant que des fragments de pièces anciennes. Une exception à signaler : par permission spéciale, le dramaturge D'Avenant parvient à faire jouer son Siege of Rhodes en 1656 à Rutland House (en), un petit théâtre bâti à son domicile, en le présentant comme un opéra et non comme une pièce de théâtre, une précision que Janet Clare qualifie de « stratégique », Davenant sachant que Cromwell aime la musique. Le Registre des Libraires classe lui-même cet ouvrage dans les masques.
Si les historiens du théâtre s'accordent à considérer que Gorboduc a été la première pièce du théâtre élisabéthain, les avis diffèrent pour savoir quelle en a été l'ultime. La dernière à avoir reçu sa licence par le Master of the Revels est The Irish Rebellion d'un certain Kirke le 6 juin 1642. Richard Brome affirme que la dernière à avoir été jouée légalement est sa propre pièce A Jovial Crew (Une joyeuse compagnie), tandis que la dernière à avoir été écrite serait The Court Secret (Le Secret de la Cour) de James Shirley, prévue pour le Blackfriars Theatre, mais qui ne put obtenir sa licence à temps.

### Futur théâtre de la Restauration
Les conditions permettant la réouverture légale des théâtres ne seront satisfaites qu'en 1660, à l'occasion de l'accession au trône de Charles II et de la restauration de la royauté. Mais l'interruption aura été si longue et si complète que le caractère du théâtre renaissant prendra une tout autre tournure, et il sera baptisé « théâtre de la Restauration ». Tout sera à faire : construire des salles de spectacle, trouver des acteurs, former des compagnies et écrire de nouvelles pièces, ce qui fait écrire à Langhans : « Avec la Restauration de la monarchie en 1660, l'activité théâtrale à Londres ne fut pas juste reprise, mais réinventée ». L'arrivée sur scène d'actrices professionnelles et l'introduction de décors amovibles ne seront que les signes les plus évidents de ce bouleversement. Si la tragédie conserve sa forme précédente, elle traitera de sujets différents. Par contre, la comédie prendra un ton et un fonds tellement différents et nouveaux, qu'on lui donnera un nom pour la caractériser : la comédie de la Restauration.

## Liste des auteurs
- William Alabaster
- Robert Armin
- Thomas Ashton
- Barnabe Barnes
- David Barry
- Francis Beaumont
- Samuel Brandon
- Richard Brome
- Lodowick Carlell
- William Cartwright
- William Cavendish
- Robert Chamberlain
- George Chapman
- Henry Chettle
- John Clavell
- Robert Daborne
- Samuel Daniel
- William D'Avenant
- Robert Davenport
- John Day
- Édouard de Vere
- Thomas Dekker
- Michael Drayton
- Richard Edwards
- Nathan Field
- John Fletcher
- John Ford
- Ulpian Fulwell
- William Gager
- Robert Greene
- Richard Hathway
- William Haughton
- Thomas Heywood
- Thomas Hughes
- Ben Jonson
- Henry Killigrew
- Thomas Killigrew
- Thomas Kyd
- Thomas Legge
- Thomas Lodge
- Thomas Lupton
- John Lyly
- Gervase Markham
- Christopher Marlowe
- Shackerley Marmion
- John Marston
- Philip Massinger
- Thomas May
- Thomas Middleton
- Anthony Munday
- Thomas Nabbes
- Thomas Nashe
- Thomas Norton
- George Peele
- William Percy
- Henry Porter
- Thomas Preston
- William Rankins
- Samuel Rowley
- William Rowley
- Joseph Rutter
- Thomas Sackville
- William Sampson
- William Shakespeare
- Edward Sharpham
- Henry Shirley
- James Shirley
- Mary Sidney
- Philip Sidney
- Wentworth Smith
- Sir John Suckling
- Robert Tailor
- Thomas Tomkis
- Cyril Tourneur
- John Webster
- George Whetstone
- George Wilkins
- Arthur Wilson
- Robert Wilson

## Liste des acteurs
- Edward Alleyn
- Robert Armin
- William Barksted
- Christopher Beeston
- Richard Burbage
- Henry Condell
- Nathan Field
- John Heminges
- Thomas Heywood
- Will Kempe
- Augustine Phillips
- William Rowley
- William Shakespeare
- Richard Tarlton

## Autres personnalités
- George Buck
- Cuthbert Burbage
- James Burbage
- Philip Henslowe
- Francis Langley
- Edmund Tilney

- William Baldwin (author) (en), The Mirror for Magistrates (en) (1559)
- Thomas Sackville, co-auteur de Gorboduc (1561)

## Liste des théâtres
- Blackfriars Theatre
- Boar's Head Theatre (en)
- Cockpit Theatre
- Curtain Theatre
- Fortune Playhouse
- Théâtre du Globe
- Hope Theatre (en)
- Newington Butts Theatre (en)
- Red Bull Theatre
- Red Lion (en)
- Salisbury Court Theatre (en)
- The Rose
- The Swan
- The Theatre
- Whitefriars Theatre (en)